# الخالدي (عائلة)
الْخَالْدِي هو لقب يُعطى لذرية بني خالد. تدعي القبيلة تقليدياً أنها تنحدر من خالد بن الوليد، وشكك علماء الأنساب العرب في هذا النسب، مقترحين أن القبيلة قد تكون من أقرباء خالد من بني مخزوم وليس من خالد نفسه. تاريخياً، كانت القبيلة قوية في شبه الجزيرة العربية، وحكمت جنوب العراق والكويت وشرق الجزيرة العربية بعد طرد القوات العثمانية والبرتغالية في عام 1670. اليوم، يعيش معظم أحفاد القبيلة في السعودية وكذلك في الكويت، قطر، عمان، لبنان، العراق، الأردن، وفلسطين.

## تاريخ

### الإمارة الخالدية الأولى
كانت زعامة بني خالد تقليديًا لعشيرة الحميد من بني جبر من الخوالد. سيطر بني خالد على الصحاري المحيطة بالأحساء والقطيف خلال القرنين الخامس عشر والثامن عشر. تحت قيادة براك بن غرير آل حميد، تمكن بني خالد من طرد الحاميات العثمانية من مدن وبلدات شرق الجزيرة العربية بالإضافة إلى البرتغاليين الزاحفين الذين بنوا العديد من المراكز المحصنة.

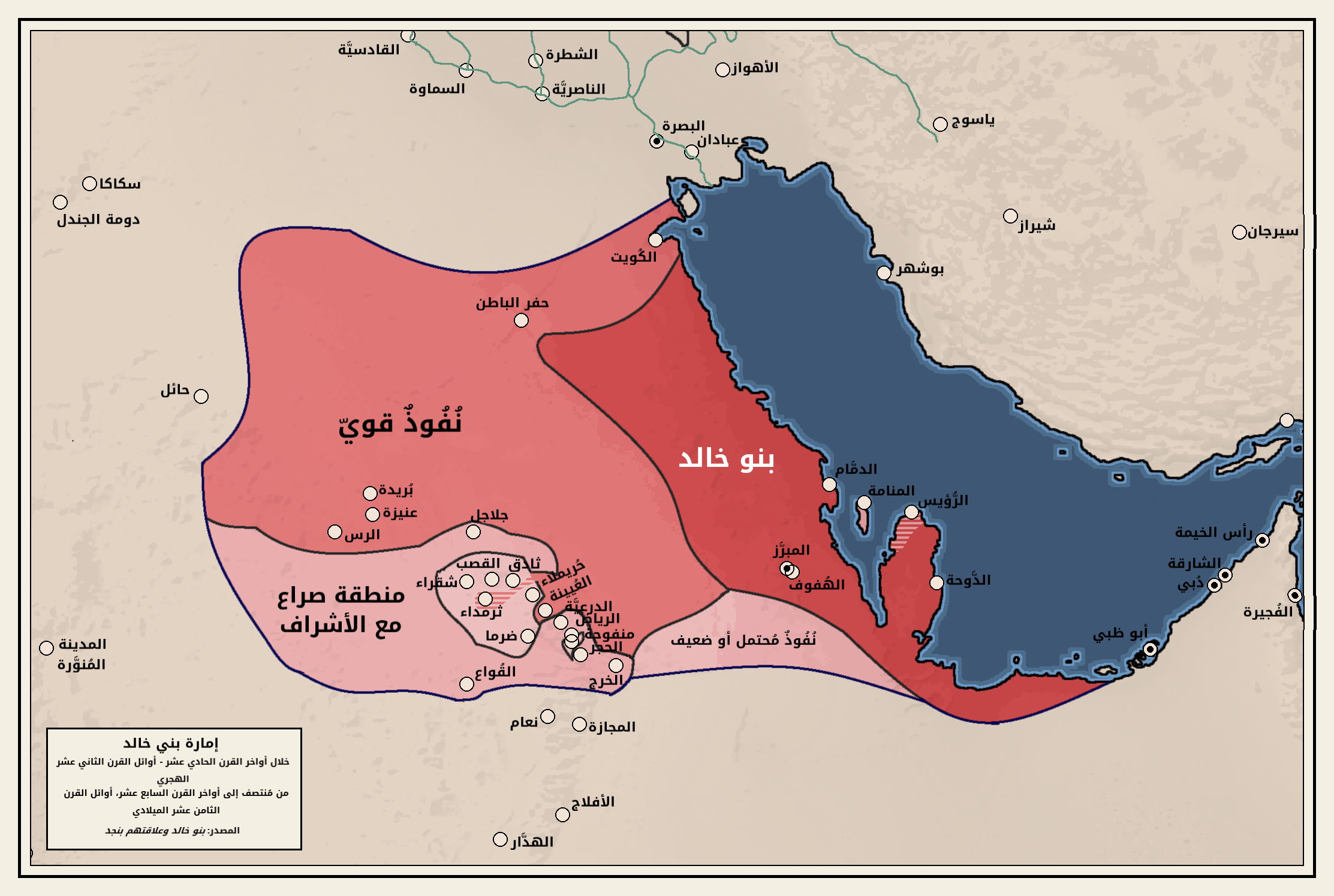
الهيمنة الإقليمية لإمارة بنو خالد

في عام 1670، أعلنوا حكمهم على المنطقة. اتخذ ابن غرير عاصمته في المبرز قرب الأحساء، حيث لا تزال بقايا قلعته قائمة حتى اليوم. وفقاً التراث الشعبي، حاول أحد زعماء بني خالد حماية طائر الحبارى الصحراوي من الانقراض عن طريق منع البدو في مملكته من صيد بيض الطائر، مما أكسب القبيلة لقب "محيرين بيض الحبارى"، في إشارة إلى سيادة الزعيم المطلقة على مملكته.

### سقوط السعوديين
بني خالد في شرق الجزيرة العربية حافظوا على روابط مع أفراد قبيلتهم الذين استقروا في نجد خلال هجرتهم شرقاً، كما قاموا بتوثيق العلاقات مع حكام البلدات النجدية مثل آل معمر في العيينة. عندما تبنى أمير العيينة أفكار محمد بن عبد الوهاب، أمر زعيم الخوالد بوقف دعمه وطرده. انتقل ابن عبد الوهاب إلى الدرعية وانضم إلى آل سعود. ظل بني خالد أعداء للسعوديين وحاولوا غزو نجد والدرعية، لكنهم فشلوا، واستولى السعوديون على الأحساء في 1793 وأطاحوا بآل عريعر.

### العودة والسقوط من السلطة
عندما جاء العثمانيون إلى الجزيرة العربية وأطاحوا بآل سعود في عام 1818، سيطروا على الأحساء والقطيف وأعادوا تعيين أفراد من آل عريعر كحكام للمنطقة. لم يكن بني خالد في تلك الفترة قوة عسكرية قوية كما كانوا سابقاً، وبدأت قبائل مثل العجمان والدواسر وسبيع ومطير بالتوغل في أراضيهم الصحراوية. بالإضافة إلى ذلك، واجهوا صراعات داخلية حول القيادة. على الرغم من تحالفهم مع قبيلة عنزة، هُزموا في معارك مع تحالفات بقيادة قبائل مطير وعجمان في عام 1823، وسبيع وآل سعود في عام 1830، مما أنهى حكم بني خالد. عيّن العثمانيون حاكماً من بني خالد على الأحساء مرة أخرى في عام 1874، لكن حكمه لم يستمر طويلاً.

### الخالدية في القدس

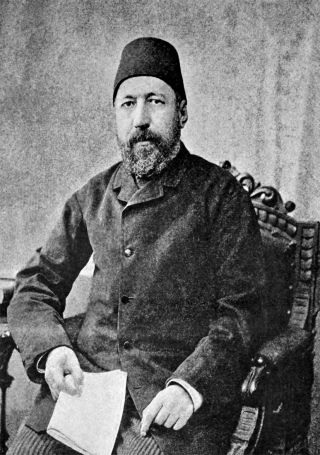
يوسف الخالدي رئيس بلدية القدس

برز الخوالد في القدس خلال حكم المماليك، وأصبحوا من أقوى العائلات في فلسطين، وتنافسهم عشيرة الحسيني القوية بنفس القدر وكذلك النشاشيبيين. وحمل بنو الخالد راية القيسي في القدس، بينما حمل الحسينيون راية اليمانيين. بعد سقوط مصر والشام في أيدي العثمانيين، ازدادت قوة الخوالد، وشغل العديد منهم مناصب رئيسية.
بعد إتمام إصلاحات التنظيمات في الدولة العثمانية، تبنت نظام حكم جديدًا مشابهًا لنظام الدول الأوروبية. وفقًا لدستور عام 1876، أصبحت الإمبراطورية العثمانية ملكية دستورية، وكان لديها برلمان يمثل فيه كل ولاية. كان يوسف ضياء الدين باشا الخالدي ممثل القدس في البرلمان، وكان أيضًا رئيس بلدية القدس من 1870 إلى 1876 ومن 1878 إلى 1879. درس يوسف ضياء باشا في مالطا وتعلم الإنجليزية والفرنسية. تلقى رسالة من صادوق خان، الحاخام الأكبر لفرنسا، يدعوه لدعم القضية الصهيونية. ورد عليه برسالة قال فيها "باسم الله، اتركوا فلسطين وشأنها". عرض صادوق خان الرسالة على تيودور هرتزل، مؤسس الصهيونية السياسية، الذي رد قائلاً "إذا لم نكن مرغوبين في فلسطين، سنبحث وسنجد مكانًا آخر لما نطلبه".

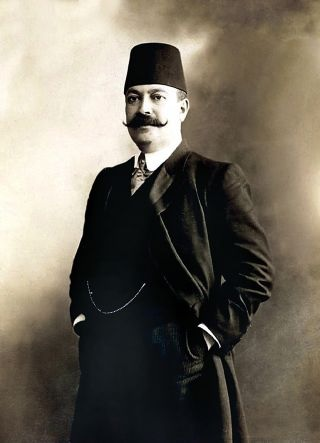
روحي الخالدي

كان روحي الخالدي، ابن شقيق يوسف ضياء باشا، رئيس بلدية القدس من 1899 إلى 1907 ونائب رئيس البرلمان في 1911. كتب كثيراً عن الصهيونية المبكرة والتهديدات التي كانت تشكلها، وكان غاضباً من حزب الاتحاد والترقي الحاكم لعدم جديته في التعامل مع التهديد الصهيوني. انتهت مسيرته السياسية الواعدة بوفاته بالحمى التيفوئيدية في 1913. كان كل من يوسف وروحي جزءًا من حزب الاتحاد والترقي، وهو حزب يميني يؤمن بالقومية الإسلامية العثمانية، على عكس منافسيهم الحسينيين الذين كانوا قوميين عرب.
بعد انهيار الدولة العثمانية في الحرب العالمية الأولى بسبب الثورة العربية الكبرى، أنشئت إدارة الانتداب البريطاني في فلسطين بهدف تحديثها ومنحها الاستقلال عندما تكون "جاهزة". تميزت هذه الفترة بتعزيز القوميين العرب لنظامهم تحت قيادة المفتي الأكبر للقدس أمين الحسيني. بسبب معارضة الخوالد للقومية، واجهوا صعوبات في العودة إلى السياسة. الاستثناءات كانت حسين الخالدي، رئيس البلدية من 1934 إلى 1937، ومصطفى الخالدي، آخر رئيس بلدية عربي للقدس من 1938 إلى 1944. وبعد إنشاء دولة إسرائيل على الأراضي الفلسطينية، أصبحت معظم الدول العربية ملكيات، مما جعل الاندماج في النظام السياسي صعبًا. عين حسين الخالدي رئيسًا لوزراء الأردن، لكن حكومته رُفضت عدة مرات. نُشرت مذكراته "عصر المجاملات" عن المكتبة الخالدية في القدس. أصبح أحفاد الفرع المقدسي أكاديميين مؤثرين، مثل وليد الخالدي، أستاذ التاريخ في جامعة أكسفورد، وابن أخيه رشيد الخالدي، أستاذ في جامعة كولومبيا وكاتب بارز عن نزوح الفلسطينيين.
وأنشأ الخوالد المقدسيون المكتبة الخالدية الشهيرة بالقرب من المسجد الأقصى، وهي مفتوحة حتى يومنا هذا.

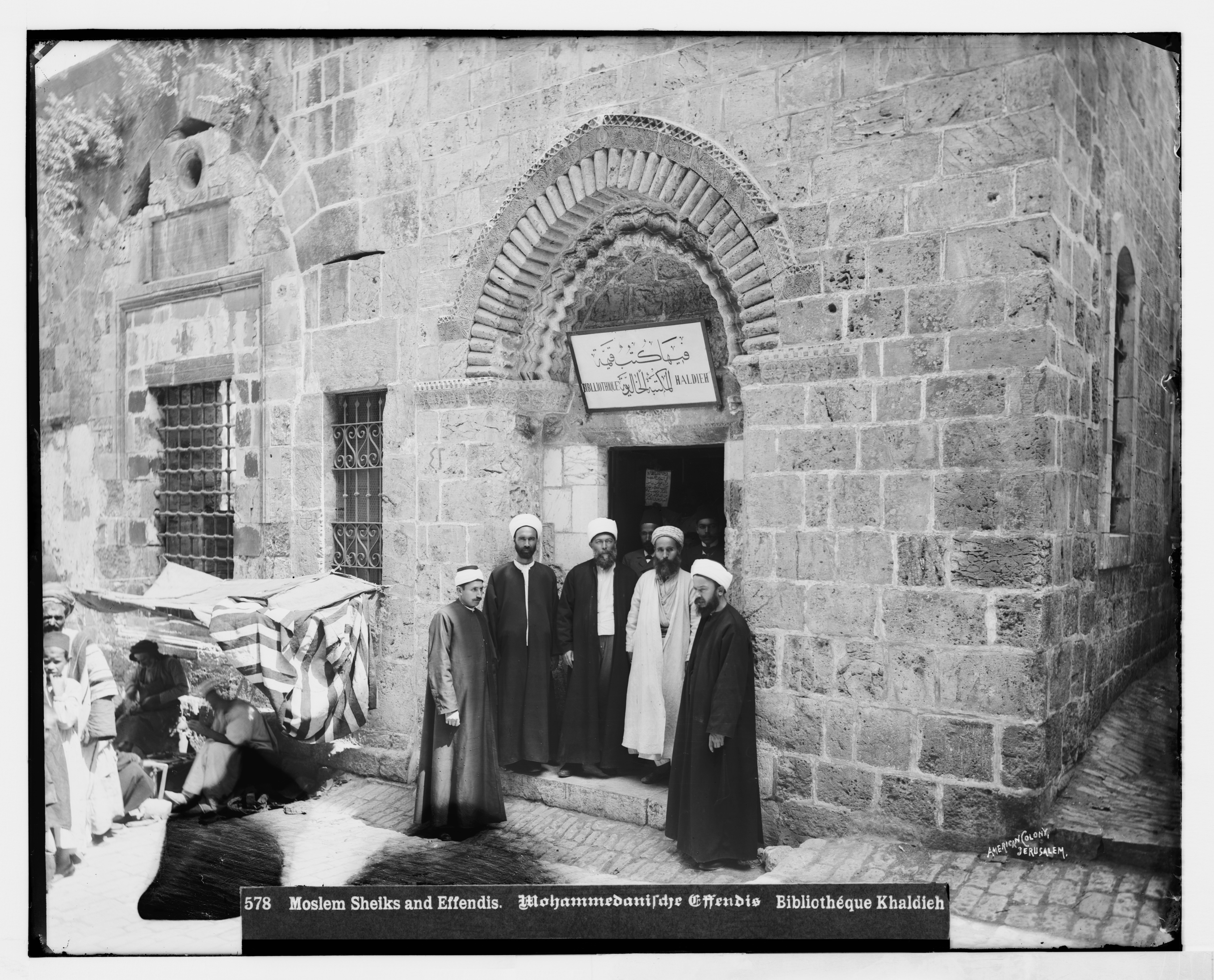
المكتبة الخالدية، افتتحت قرابة عام 1900. من اليمين: الحاج راغب الخالدي، الشيخ طاهر الجزائري (من دمشق)، الشيخ موسى شفيق الخالدي، الشيخ خليل الخالدي، الشيخ محمد الحبال (من بيروت).

## أعضاء بارزون
- عنبرة سلام الخالدي (1897–1986)، نسوية لبنانية، مترجمة ومؤلفة، متزوجة من المربي الفلسطيني أحمد سميح الخالدي.
- حسين الخالدي (1895–1962)، رئيس بلدية القدس (1934–1937)
- أحمد الخالدي (مواليد 1974)، إمام فلسطيني، دكتوراه في الطب، ومتحدث رئيسي، وخريج جامعة الأزهر في القاهرة، مصر
- إسماعيل الخالدي (مواليد 1982)، كاتب مسرحي وشاعر ومخرج وممثل فلسطيني أمريكي.
- إسماعيل الخالدي (1916–1968)، عالم سياسي ومسؤول كبير في الأمم المتحدة
- منى الخالدي، موظفة كبيرة في جامعة كولومبيا وناشطة فلسطينية؛ زوجة رشيد الخالدي
- مصطفى الخالدي (توفي 1944)، آخر رئيس بلدية فلسطيني لمدينة القدس (1938–1944)
- رشيد الخالدي (مواليد 1948)، مؤرخ فلسطيني أمريكي للشرق الأوسط؛ ابن اسماعيل الخالدي
- روحي الخالدي (1864–1913)، كاتب ومعلم وناشط وسياسي عثماني؛ ابن شقيق يوسف الخالدي
- طريف الخالدي (مواليد 1938)، مؤرخ فلسطيني، أستاذ في الجامعة الأمريكية في بيروت؛ شقيق وليد وابن عم رشيد الخالدي
- وليد الخالدي (مواليد 1925)، مؤرخ فلسطيني مؤثر؛ نجل أحمد سميح الخالدي عميد الكلية العربية بالقدس
- يوسف الخالدي (1829 أو 1842–1906)، رئيس بلدية القدس (1899–1907).

## أنظر أيضا
- المكتبة الخالدية في القدس